# Mouvement patriotique pour la République
Le Mouvement patriotique pour la république, abrégé en MPR-Jamuhria, est un parti politique nigérien issu d'une scission en 2015 du Mouvement national pour la société du développement et dirigé par Albadé Abouba.

## Résultats
| Année | Voix    | %    | Élus     | Rang | +/- | Gouvernement |
| ----- | ------- | ---- | -------- | ---- | --- | ------------ |
| 2016  | 343 150 | 7,20 | 13 / 171 | 4e   | Nv  | Rafini II    |
| 2020  | 357 563 | 7,59 | 14 / 166 | 3e   | 1   | Mahamadou    |